# Езоп (хребет)
Езо̀п (на руски: Эзоп) е планински хребет в Далечния Изток, простиращ се от запад на изток на протежение от 150 km по границата между Амурска област и Хабаровски край в Русия.
В източната си част, в района на изворите на река Селемджа на север се свързва с хребета Ям-Алин, на юг – с хребета Дусе-Алин, а в най-западната си част – с простиращия се на юг хребет Турана. Максимална височина 2241 m (52°28′49″ с. ш. 134°23′17″ и. д. / 52.480278° с. ш. 134.388056° и. д.), разположена в източната му част. Изграден е от гранити и вулканогенни скали. От най-източната му част водят началото си реките Селемджа (ляв приток на Зея) и Правая Бурея (дясна съставяща на Бурея, ляв приток на Амур). На север текат реките Харга, Болшая Елга, Кера и други от басейна на Селемджа, а на юг – реките Акшима, Талома и други от басейна на Бурея. Склоновете му на височина до 1200 m са покрити основно с лиственични гори.

## Топографска карта
- Топографска карта N-53; М 1:1 000 000[2]